# Аллея Победы (Берлин)
Аллея Победы (Зигесаллее; нем. Siegesallee) — знаменитый в своё время бульвар в берлинском парке Тиргартен. На аллее, проложенной по приказу кайзера Германии Вильгельма II в 1895—1901 годах, располагались мраморные памятники всем маркграфам, курфюрстам Бранденбурга и королям Пруссии, правившим в период с 1157 по 1888 годы. Л. Д. Троцкий в своей статье 1926 года «Затмение солнца» назвал аллею Победы в Тиргартене «глиняной родословной Гогенцоллернов».

## История
Длина бульвара, соединившего площадь Кёнигсплац (ныне площадь Республики) с находившейся ещё на старом месте колонной Победы, составляла 750 метров. Парад из 32 скульптурных изображений Гогенцоллернов начинался с Альбрехта Медведя и заканчивался Вильгельмом I. Каждая скульптурная группа помимо памятника самому правителю включала два бюста личностям, прославившимся во времена его правления.
27 скульпторов под руководством архитектора Густава Фридриха Хальмхубера и скульптора Рейнгольда Бегаса в период с 1895 по 1901 годы создали 32 скульптуры бранденбургских и прусских правителей. Высота каждой статуи составляла 2,75 м. Маркграфы, курфюрсты и короли находились в центре полукруглого пьедестала, сзади окружённого полукруглой скамьёй, которую разделяли на три части два бюста соратников правителя.
В 1903 году на аллее Победы появились 33-я и 34-я скульптурные композиции, созданные по проекту Эрнста фон Ине, а в 1904 году Зигесаллее пополнилась скульптурой принца Вильгельма Прусского, будущего первого кайзера Германии, в военной форме времён Наполеоновских войн, выполненной Адольфом Брюттом.
Аллея стала ярким примером эклектизма в изобразительном искусстве. Монументальный бульвар вызвал многочисленные споры, Вильгельм II подвергся критике за прославление Гогенцоллернов и возвышение их роли в Германской империи. Берлинцы прозвали этот памятник провинциально-буржуазного «домашнего искусства» (к моменту создания уже вышедшего из моды) «Кукольной аллеей».
Во время Ноябрьской революции некоторые скульптуры получили повреждения. На многих пьедесталах появились надписи красной краской «Угнетатели народа» и «Солдаты, не убивайте!». НСДПГ выступала в советах рабочих и крестьянских депутатов за снос скульптурных композиций, но социалистам удалось отстоять сохранение Зигесаллее.
При национал-социалистах мраморные изваяния Зигесаллее должны были занять центральное место в проекте Альберта Шпеера по превращению Берлина в Столицу мира Германию и в связи с этим в 1938 году были перенесены на Большую Звёздную аллею, где вместе с перенесённой колонной Победы, памятниками Бисмарку, Альбрехту фон Роону и Гельмуту фон Мольтке должны были образовать «Форум Второго рейха», то есть кайзеровской Германии.
После Второй мировой войны бульвар был снесён по приказу Межсоюзнической комендатуры в 1947 году, но несмотря на некоторые потери многие скульптуры сохранились, хотя и в повреждённом виде. Некоторые из них обрели новые места прописки (памятники Альбрехту Медведю и Фридриху Вильгельму IV были установлены в цитадели Шпандау), а остальные перевезены во дворец Бельвю, пока в 1954 году в целях консервации не были закопаны в дворцовом парке.

## Реставрация скульптур
В 1978 году в рамках акции «Спаси памятники!» сохранившиеся скульптуры Зигесаллее были извлечены из захоронения, а затем выставлены в берлинском Лапидарии в Кройцберге (26 скульптур и 40 бюстов). С мая 2009 года сохранившиеся скульптуры проходят реставрацию в цитадели Шпандау и начиная с 2015 года станут экспонатами новой постоянной экспозиции «Разоблачение и открытие — Берлин и его памятники».